# 小行星5068
小行星5068（5068 Cragg）是一颗绕太阳运转的小行星，为主小行星带小行星。该小行星于1990年10月9日发现。

## 轨道参数
小行星5068的轨道半长轴为3.0333848 UA，离心率为0.062。